# Mount Mallis
Mount Mallis är ett berg i Antarktis. Det ligger i Östantarktis. Nya Zeeland gör anspråk på området. Toppen på Mount Mallis är 1 360 meter över havet.
Terrängen runt Mount Mallis är huvudsakligen kuperad, men norrut är den bergig. Trakten är obefolkad. Det finns inga samhällen i närheten.